# Djupbäcka
Djupbäcka är ett kommunalt naturreservat i Leksands kommun i Dalarnas län.
Området är naturskyddat sedan 2006 och är 7 hektar stort. Reservatet omfattar åkermark och en bäckravin ner mot Österdalälven. I ravinen växer gran, björk, al och rönn. 